# 谷登堡陨石坑
谷登堡陨石坑(Gutenberg)是月球正面东部，位于丰富海西南侧边缘上的一座撞击坑，它形成于酒海纪，以德国金匠、欧洲首位活字印刷术发明人约翰内斯·谷登堡(1397年-1468年)之名命名，1935年被国际天文联合会批准采纳。

## 特征描述
谷登堡陨石坑西邻卡佩拉环形山和依西多禄陨石坑、西北是李奇陨石坑、北靠卢伯克陨石坑、东北坐落着梅西耶陨石坑、东南偏南是郭克兰纽陨石坑、东南是麦哲伦陨石坑和哥伦布环形山；西南是戈迪贝尔陨石坑；郭克兰纽月溪从东北方穿入谷登堡陨坑，比利牛斯山脉则从它的南面延伸出去。该陨坑的中心月面坐标为南纬8.61°、东经41.25°，直径74公里，深度2.3公里。
谷登堡陨石坑外形不太规则，边缘侵蚀严重，尤其东侧坑壁被叠加在上面的卫星坑"谷登堡 E"打破；东南和西南侧壁的裂口直接沟通了东面的月海；与卫星坑"谷登堡 C"相连的南侧壁上也有裂口和月谷，而西南壁则被卫星坑"谷登堡 A"切入。坑壁平均较周围地形高出1310米，陨坑总体积(容积)约5000公里³。
谷登堡陨坑及谷登堡 E卫星坑内部已部分被熔岩掩埋，在底部形成了较为平坦的表面，东北部地表上的二条裂缝构成了郭克兰纽月溪(Rimae Goclenius)的一部分。陨坑中部隆起区是一圈半圆形、凹口朝东的丘陵区，其南部区最为明显，狭窄的中央峰就位于西侧丘陵区，高度约1公里。此外，坑内地表上无其它值得注意的陨坑痕迹。

## 陨坑横截面
该图显示了陨石坑不同方向上的截面，
Y轴刻度单位为英尺，右上方图显示的比例尺为米。

## 卫星陨石坑

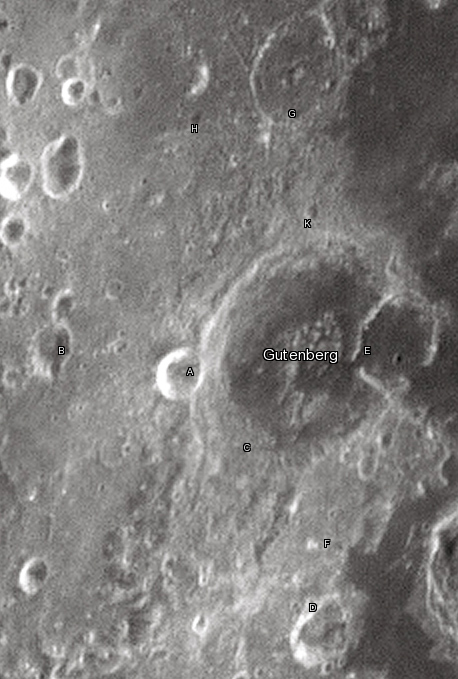
戴维·坎贝尔图片

按惯例，最靠近谷登堡陨石坑的卫星坑，将通过在其陨坑中心点旁放置一字母而在月球地图上标示出来。
| 谷登堡 | 纬度    | 经度    | 直径    |
| ------ | ------- | ------- | ------- |
| A      | 9.0° S  | 39.9° E | 15 公里 |
| B      | 9.1° S  | 38.3° E | 15 公里 |
| C      | 10.0° S | 41.1° E | 45 公里 |
| D      | 10.9° S | 42.8° E | 20 公里 |
| E      | 8.2° S  | 42.4° E | 28 公里 |
| F      | 10.2° S | 42.6° E | 8 公里  |
| G      | 6.0° S  | 40.0° E | 32 公里 |
| H      | 6.7° S  | 39.0° E | 5 公里  |
| K      | 7.2° S  | 40.8° E | 6 公里  |

- 卫星坑"谷登堡 A"被月球及行星观测者协会(ALPO)列入《带有明亮射纹系统的撞击坑列表》[7]及《内侧壁坡带有暗黑辐射纹的撞击坑列表》[8]；
- 卫星坑"谷登堡 C"的中央峰高度为1.2公里[5]；
- 卫星坑"谷登堡 G"的中央峰高度为1.1公里[5]。